# Pogulevo
Pogulevo (macedónul: Погулево) település Észak-Macedóniában, a Délkeleti körzetben, a Radovisi járásban.

## Népesség
| Lakosok száma | 151  | 157  | 149  | 105  | 51   | 27   | 18   | 15   |      |
|               | 1948 | 1953 | 1961 | 1971 | 1981 | 1991 | 1994 | 2002 | 2021 |

- 2002-ben 15 lakosa volt, akik mindannyian macedónok.